# Aphanus pulchellus
Pachymerus pulchellus, Pachymerus dryadum
Espèce
Synonymes
- †Pachymerus pulchellus Heer, 1853
- †Pachymerus dryadum Heer, 1853

Aphanus pulchellus est une espèce fossile d'insectes de l'ordre des Hémiptères, du sous-ordre des Hétéroptères (punaises), de la famille des Rhyparochromidae, de la sous-famille des Rhyparochrominae, de la tribu des Gonianotini, et du genre Aphanus.

## Classification

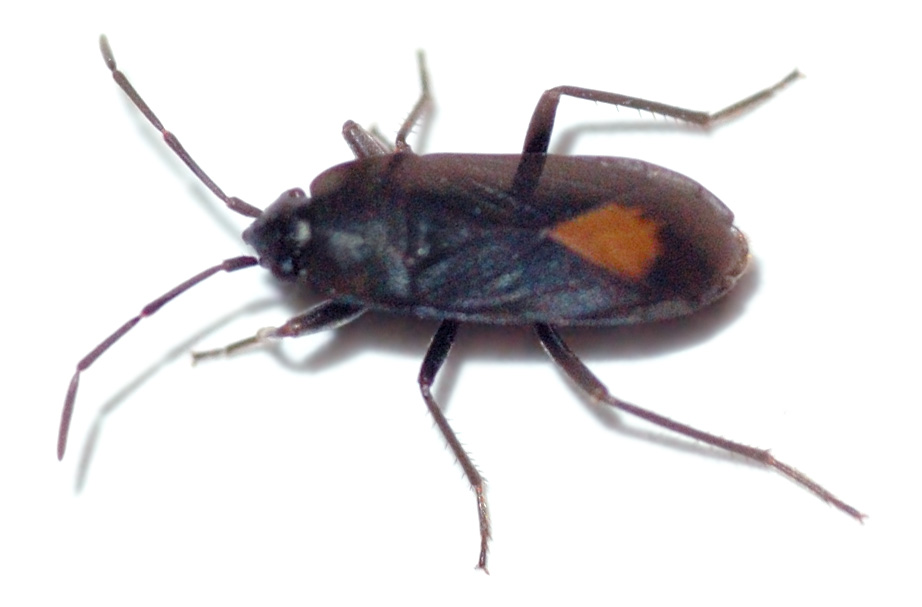
Aphanus rolandri espèce type sœur vivante.

L'espèce Aphanus pulchellus est décrite en 1853 par le géologue et naturaliste suisse Oswald Heer (1809-1883) sous le protonyme Pachymerus pulchellus,. 

### Synonymes
En 1937 le paléontologue français Nicolas Théobald (1903-1981) ajoute comme synonyme Pachymerus dryadum Heer, 1853.

### Fossiles
Selon Paleobiology Database en 2023, le nombre de collections est de douze pour treize occurrences.
Ces fossiles sont de l'ère Cénozoïque, et de l'époque Oligocène (33,9 à 23,03 Ma) et viennent du gisement de gypse d'Aix-en-Provence dans les Bouches-du-Rhône, de Céreste dans les Alpes-de-Haute-Provence, de Brunstatt (Mulhouse) en Haut-Rhin en Alsace. 
En 1853 Oswald Heer (re)cite cette espèce.
En 1891 le paléontologue allemand Bruno Förster (1852-1924) ajoute des fossiles, ainsi que le paléontologue français Nicolas Théobald en 1937,.

### Étymologie
L'épithète spécifique pulchellus signifie en latin « joli ».

## Description

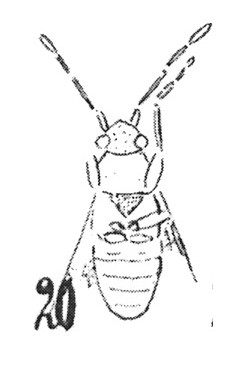
Aphanus pulchellus Heer, 1937 N.Théobald éch. F121 x4 p.416 pl.XXVIII Insectes du Stampien de Céreste (Basses-Alpes).

### Caractères
La diagnose de Nicolas Théobald 1937, : 

« Heer cite plusieurs exemplaires de l'Oligocène d'Aix. L'échantillon figuré ici vient aussi d'Aix, c'est le N° A58 de la collection de l'Institut de Géologie de Lyon. Nous en avons examiné à l'Institut Géologique de Strasbourg (n° AS 9), au Muséum de Paris (Am 143-146) à l'école des Mines (n° 14) et dans notre collection A1019).
Cet insecte a une longueur de 4,25 mm environ. Heer le place au voisinage de Pachymerus pictus Schilling de nos régions.
Rem. : à cette forme, il faut ajouter l'Insecte décrit par heer sous le nom de Pachymerus dryadum qui a une taille de 5,6 mm. À l'état fossile, il est couché sur le côté, ce qui peut induire en erreur, les exemplaires de P. pulchellus étant à plat ventre. Il n'y a aucune différence entre ces deux formes.
Je rapproche encore de cette espèce un échantillon du Muséum de Paris (Am138). »

### Dimensions
La longueur totale du corps est de 4,25 mm. 

### Affinités
Aphanus dilatatus est beaucoup plus petite et plus trapue que A. murchisonae Heer, mais plus grande que A. pulchellus et A. dryadum.

### Publication originale
- [1853] (de) Oswald Heer, Die Insektenfauna der Tertiärgebilde von Oeningen und von Radoboj in Croatien. Dritte Theil: Rhynchoten, 1853, 1-138 p.